# Войновце (гміна Шудзялово)
Войновце (пол. Wojnowce) — село в Польщі, у гміні Шудзялово Сокульського повіту Підляського воєводства.
Населення — 131 особа (2011).
У 1975-1998 роках село належало до Білостоцького воєводства.

## Демографія
Демографічна структура станом на 31 березня 2011 року:
|          | Загалом | Допрацездатний вік | Працездатний вік | Постпрацездатний вік |
| -------- | ------- | ------------------ | ---------------- | -------------------- |
| Чоловіки | 68      | 20                 | 39               | 9                    |
| Жінки    | 63      | 10                 | 32               | 21                   |
| Разом    | 131     | 30                 | 71               | 30                   |